# Charles Yale Harrison
Charles Yale Harrison (16 de junio de 1898- 1954) fue un novelista y periodista estadounidense y canadiense, especialmente conocido por su novela pacifista Los Generales mueren en la cama.

## Biografía
Nacido en Filadelfia y de padres judíos, Harrison creció en Montreal, donde a la edad de 15 años escribió su primera historia corta y a la edad de 16 consiguió un trabajo de principiante en el periódico local Montreal Star. La carrera periodística de Harrison se detuvo prematuramente cuando se enlistó en el 244 Batallón de la Marina de las Fuerzas Expedicionarias de Canadá, en 1917, para luchar en la Primera Guerra Mundial. Después de varios meses en una reserva del batallón en Inglaterra, Harrison fue transferido al Regimiento Real de Montreal y enviado al frente oeste. 
El punto álgido de la experiencia militar de Harrison llegó el 8 de agosto de 1918, cuando participó en el primer día de la Batalla de Amiens. Fue herido gravemente en un pie y tuvo que pasar el resto de la guerra recuperándose, antes de volver a Montreal. Durante los años 20, Harrison regentó un teatro y cine antes de trasladarse a Nueva York para continuar su carrera de novelista, periodista y relaciones públicas. En 1928, su novela Los Generales mueren en la cama comenzó a aparecer en varios editoriales americanos y alemanes. El mismo año, Harrison escribía los titulares del New York Times cuando fue arrestado camino a Nicaragua, donde planeaba entrevistar al disidente nicaragüense General Augusto César Sandino.
Respecto a su vida sentimental, Harrison estuvo casado tres veces. Su primera mujer murió, dejándolo viudo en 1931. Más tarde se casó de nuevo y se divorció de su segunda mujer, y poco antes de morir se casó una tercera vez. La sobrina de Harrison, Judith Rossner, se convirtió en una exitosa novelista en los 60 y los 70, gracias en parte al apoyo de su tío.

## Carrera Literaria
En 1930, después de que novelas antibélicas como Adiós a todo eso de Robert Graves, Adiós a las armas de Ernest Hemingway, y Sin novedad en el frente de Erich Maria Remarque (todas publicadas en 1929) se convirtieran en las más vendidas, los editores pusieron interés en Los Generales mueren en la Cama. Harrison, que estaba trabajando como copista en el Bronx Home News llegó al punto de mira cuando Los generales mueren en la cama se convirtió en una de las novelas más vendidas internacionalmente, en parte dada la controversia acerca de los soldados canadienses saqueando la ciudad francesa de Arras y disparando a soldados alemanes desarmados.
Aunque publicó varias novelas más, ninguna de ellas alcanzó el éxito comercial de Los generales mueren en la cama. Más exitosos fueron otros escritos no novelísticos como la biografía de 1931 del abogado socialista Clarence Darrow y el libro de 1949 Gracias a Dios por mi ataque al corazón, un precedente del género de los libros de autoayuda.
La última novela de Harrison, El tonto de nadie, fue publicada en 1948. Sufriendo de dolencias cardiácas que inspiraron su libro de autoayuda, murió en 1954.

### Novelas
- Los generales mueren en la cama (1930)
- Un niño ha nacido (1931)
- Hay victorias (1933)
- Nos vemos en las barricadas (1937)
- El tonto de nadie (1948)

### Ensayos, etc.
- La historia de Greco y Carillo (panfleto político, 1927)
- Clarence Darrow (biografía, 1931)
- Public Housing (series de panfletos, 1937)
- Labor Lawyer (ghostwritten autobiography of Louis Waldman, 1944)
- Gracias a Dios por mi ataque al corazón (autoayuda, 1949)

- Datos: Q5083759
- Multimedia: Charles Yale Harrison / Q5083759